# Acerba animi
Acerba animi, en español, Con ánimo angustiado, es la 23.ª  encíclica del papa Pío XI, promulgada el 29 de septiembre de 1932, en ella denuncia lo que entiende como una continua persecución de la Iglesia católica en México  y orienta a la iglesia de ese país para que mantenga  una resistencia pacífica a aquella política. Fue la segunda de tres encíclicas relativas a la persecución en México, tras la Iniquis afflictisque (1926) y seguida por la Firmissimam constantiam (1937).

## Contexto histórico
Con fecha 18 de noviembre de 1926 el papa Pío XI publicó la encíclica Iniquis afflictisque, en la que denunciaba la persecución religiosa que sufría la Iglesia en México, especialmente rigurosa desde el inicio de la presidencia de Plutarco Elías Calles que, mediante la modificación del código penal -la conocida como Ley Calles-, había tipificado penalmente las infracciones del art. 130 de la Constitución de México, con una interpretación que agravaba la situación de los católicos y de la Iglesia: los Estados limitaron el número de sacerdotes que podían ejercer su ministerio, exigiendo además que fuesen nacidos en México; la administración de sacramentos por los no autorizados era castigada con prisión; quedó prohibida la enseñanza católica.
En esta situación, los obispos mexicanos publicaron una carta pastoral en la que ordenaban que, a partir del 31 de julio de 1926 -el día anterior a la entrada en vigor de la Ley Calles-, quedaba suspendido hasta nueva orden cualquier acto de culto que exija la intervención de un sacerdote. El Gobierno reaccionó ordenando que las iglesias que fuesen abandonadas por los sacerdotes fueran incautadas por las autoridades municipales. A muchos católicos la situación les pareció insostenible y la oposición civil a las medidas persecutorias dio paso a la rebelión armada que se extendió desde enero de 1927 a junio de 1929.
En junio de 1929 los cristeros dominaban -aunque de manera intermitente- casi la mitad del país; sin embargo, un mes antes se habían reanudado las negociaciones entre la Iglesia -representada por el delgado apostólico Mons. Ruiz y Flores- y el gobierno mexicano; así se llegó a los Arreglos que suponían el mantenimiento de la Ley Calles, pero quedando en suspenso su aplicación; se prometía la amnistía a los rebeldes y se restituían los templos y se permitía a los sacerdotes a su ministerio. Estos Arreglos no recibieron la aceptación general de los católicos, y de hecho "durante más de diez años siguieron produciéndose alzamientos de grupos católicos armados contra el laicismo gubernamental mexicano"
Recientes los Arreglos, y comprobada la continuación de la política antirreligiosa del gobierno mexicano, el papa en su nueva encíclica, Acerba animis, anima a la iglesia de México a mantener una resistencia legal a esa política, al tiempo que muestra el rechazo a la rebelión armada.

## Contenido de la Encíclica

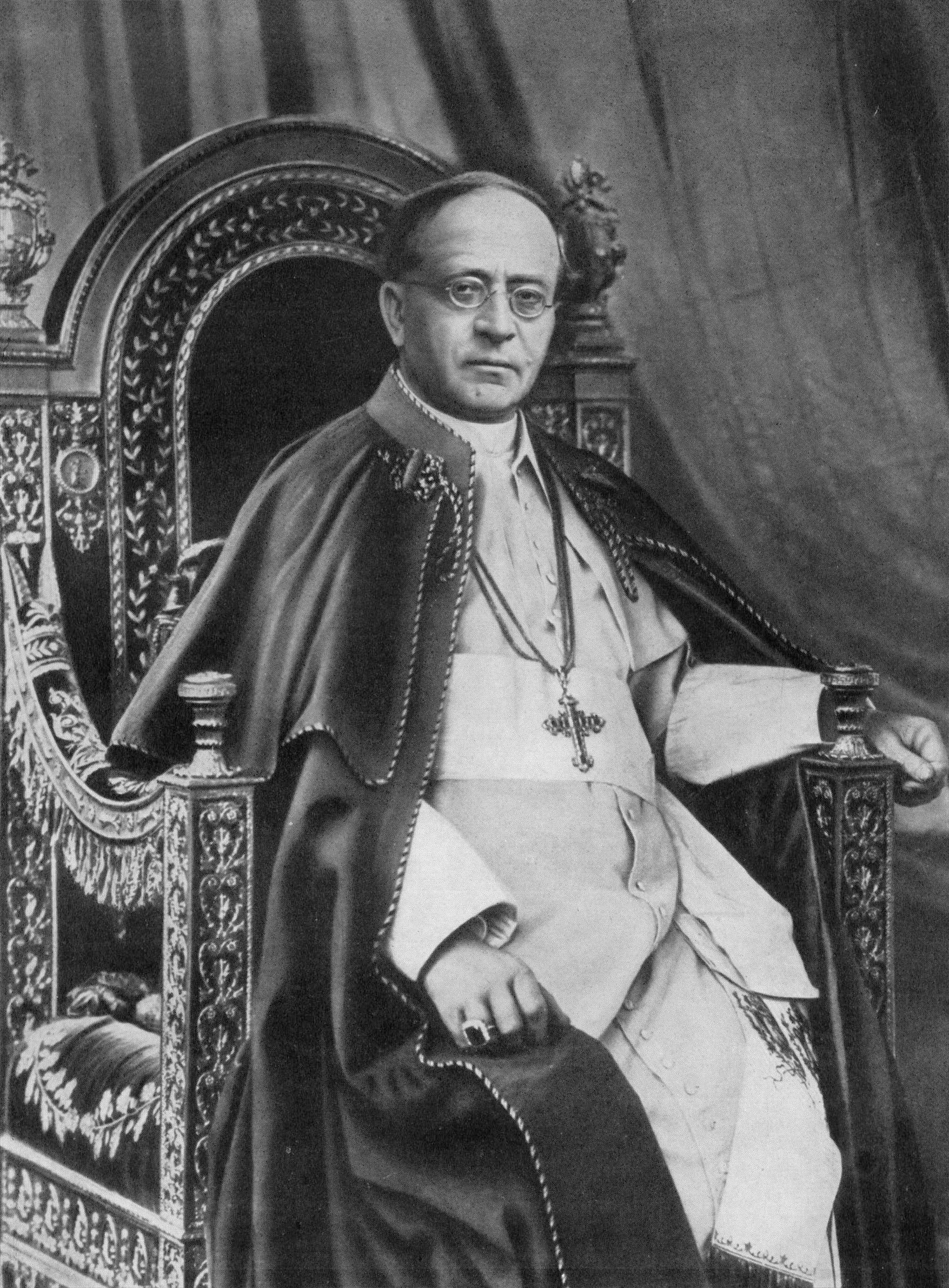
El papa Pío XI

La encíclica sitúa el conflicto religioso de México, en el marco de la difícil situación que atraviesa el mundo.

Acerba animi anxitudo, qua ob tristissimas humanae horum temporum societatis condiciones angimur, peculiarem illam haud remittit sollicitudinem, qua cum dilectos Mexicanae Nationis filios impense prosequimur, tum vos praesertim, Venerabiles Fratres, idcirco paterna cura Nostra dignissimos, quod tam diu acerrimis divexamini insectationibus.
La angustia espiritual que Nos oprime el ánimo por la tristísima situación de la Humanidad en las presentes circunstancias, no debilita la especial preocupación que en gran manera sentimos por los queridos hijos de la nación mexicana, y principalmente por vosotros, Venerables Hermanos, merecedores de Nuestros cuidados paternales, puesto que desde hace tanto tiempo sois víctimas de tan crueles persecuciones.
Incipit de la encíclica Acerba animi

### La persecución la Iglesia
El papa expone cómo, desde el inicio de su pontificado, siguiendo en esto a su predecesor, había tratado por todos los medios evitar que se llegasen aplicar los denominados preceptos constitucionales puesto que atacan  los derechos primarios e inmutables de la Iglesia. Por este motivo se mantuvo en México el legado apostólico, pero el gobierno mexicano ha cerrado toda vía en entendimiento y, a pesar de la promesa, aun dada por escrito, el gobierno mexicano ha insistido en la aplicación de esos preceptos, y ha expulsado a los legados de las Santa Sede. Por todo esto, tal como recuerda el papa, en la encíclica Iniquis afflictisque declaró solemnemente que el art. 130 de la denominada Constitución, es ofensivo para la Religión Católica. La encíclica expone sumariamente la persecución que ha sufrido la Iglesia, así, por ejemplo:

con nueva e injusta injuria a la Jerarquía eclesiástica se ha establecido que los sacerdotes que particularmente tuviesen permiso para ejercer públicamente su sagrado ministerio, en modo alguno pasen de un determinado número que señalarán los legisladores de cada uno de los Estados.
Acerba animi (AAS, vol. XXIV, p. 322)

En esa situación, que somete a la Iglesia al arbitiro de los gobernantes, los obispos mexicanos decretaron la interrupción de los servicios públicos del culto divino y pidieron a los fieles que reclamasen antes esas disposiciones. El papa alaba, como ya lo hizo en la Iniquis afflictisque, el heroísmo del clero -cuando administraban los sacramentos aún con peligro de su vida- y del pueblo cristiano-auxiliando generosamente a los sacerdotes-. El papa señala como ha procurado cuantos procedimientos humanos eran posible para aliviar ese estado de cosas, pidiendo a todos los católicos que auxiliasen a la Iglesia de México con una colecta, y ha solicitando a los jefes de las naciones con las que mantienen relaciones cordiales que considerasen la gravedad de esta situación. Pero, sobre todo, ha excitado al clero y a los fieles de México para que "con proceder cristiano resistan según sus fuerzas a las leyes inicuas"  y acudan con oración y penitencia para que Dios dé alivio y fin a estas persecuciones; oración a la que ha invitado a los fieles de todo el mundo.

### Ante la posibilidad de un arreglo
Ahora bien, ante tan gran muchedumbre de ciudadanos perseguidos que no dejaban de resistir valerosa y generosamente, los que gobiernan el Estado mejicano, para salir de algún modo de una peligrosa situación, que no podían dominar y vencer según sus deseos, manifestaron claramente que no se oponían a llegar a un arreglo de todo este asunto, después de oír las opiniones de una y otra parte
Acerba animi (AAS vol. XVIII, p. 323).

A pesar de la experiencia negativa de antiguas promesas, el papa juzgó que podría ser oportuno no prolongar la suspensión del culto público; a esto le llevó considerar el daño que la situación causaba a los fieles, privados en muchos casos de los auxilios espirituales y sin la cercanía de sus obispos, desde hacía tiempo alejados de su pueblo. Por esto, cuando en 1929 el Presidente de la República declaró públicamente que no era su propósito atacar a la Iglesia con la aplicación de aquellas leyes, ni menospreciar a la jerarquía, el papa consideró que, habiéndose alejado las causas principales que movieron a la suspensión de los servicios religiosos públicos, era el momento de renovarlos.

Con lo que, ciertamente, no era Nuestra intención ni aprobar las leyes mejicanas contra la Religión, ni retractarnos de ese modo de las reclamaciones hechas en contra de ellas, de modo que ya no hubiese que oponerse todo lo posible a esas leyes, tal como habíamos decretado. Se trataba solamente de lo siguiente: puesto que los gobernantes de la República daban a entender que abrazaban propósitos distintos, esto parecía exigir que se suspendieran aquellos procedimientos de resistencia que más bien pudieran resultar perjudiciales al pueblo cristiano, y que se adoptasen otros realmente más oportunos.
Acerba animi (AAS vol XVIII, pp. 324-325).

### La situación tras el pretendido Arreglo
Sin embargo, las condiciones estipuladas en la conciliación fueron pronto violadas, no se permitió la vuelta de los obispos desterrados, y aún se expulsaron a algunos de los que habían podido permanecer en sus diócesis; ni se devolvieron a su uso propio muchos de los templos, seminarios y palacios episcopales que habían sido incautados. Tras la reanudación en público del culto divino, se generalizó una campaña de calumnias contras los sacerdotes, la Iglesia y el mismo Dios; dirigidas claramente a concitar el odio hacia la religión. En las escuelas, no solo se prohíbe explicar los preceptos de la religión católica, sino que se incita a los maestros para que infundan en niños y jóvenes la impiedad. Esta situación lleva al papa a bendecir a los padres de familia, a los sacerdotes y a todos los fieles que se esfuerzan por educar cristianamente a la juventud.
Junto a esto, la lucha contra el clero y los obispos se agudizó

precisamente con el designio de que, poco a poco, desaparezca del seno de la República. Pues aunque proclame la Constitución del Estado mejicano que los ciudadanos tienen la libre facultad de opinar lo que quieran, de pensar y creer lo que gusten; sin embargo —como frecuentemente, cuando la ocasión se ha presentado, lo hemos lamentado—, con manifiesta discrepancia y contradicción dispone que cada uno de los Estados federados de la República señalen y designen un número fijo de sacerdotes, a los que se permita ejercer su ministerio y administrarlo al pueblo, no sólo en los templos, sino a domicilio y en el recinto de las casas
Acerba animi (AAS, vol. XXIV, p. 326

La encíclica hace notar el modo en que se quiere limitar el número de sacerdotes en clara desproporción con los fieles que deben atender, así en Michoacán sólo se autoriza un sacerdote por cada 33,000 fieles, Chiapas uno por cada 60,000 habitantes, y Veracruz sólo uno de cada 100,000. En su conjunto la  persecución difería poco de la que se da en Rusia

### Cómo proceder en esta situación
El papa deja patente su dolor por la situación que atraviesa la Iglesia en México, y recuerda las normas que ha dado ante esta situación pues

como se trata de un asunto íntimo relacionado con la Religión, tenemos ciertamente el derecho y el deber de decretar unos procedimientos y normas más adecuadas, que todos quienes se glorían del nombre de católicos no pueden menos de obedecer. Y justo es que aquí Nos declaremos claramente que con atención penetrante y quieta inteligencia hemos meditado todos aquellos avisos y consejos que ya la Jerarquía eclesiástica, ya los seglares Nos habían enviado; todos, decimos, aun aquellos que parecían pedir se volviera, como antes, en año 1926, a un sistema más severo de resistencia, suspendiendo públicamente de nuevo en toda la República los actos del culto divino.
Acerba animi (AAS, vol. XXIV, p. 328.

Por otra parte, siendo distinto el modo en que en cada lugar se refleja esa persecución de la religión es lógico que en cada diócesis el obispo proceda de modo distinto, sin que esto pueda entenderse como un menor rechazo a los abusos de los gobernantes. En todo caso, 

cualquiera limitación del número de sacerdotes no puede menos de ser una grave violación de los derechos divinos, es necesario que los Obispos y los demás clérigos y seglares ante esta injusticai, combatiendo y reprobando por todos los medios legítimos esta injusticia, reclamen contra las autoridades públicas; este proceder convencerá por completo a los cristianos, en especial a los ignorantes, que las autoridades civiles, con su actuación, pisotean la libertad de la Iglesia, de la que Nos, aunque arrecien los perseguidores no podemos sin duda alguna abdicar.
Acerba animi (AAS, vol. XXIV, p. 328,

Explica el papa cómo cuando un sacerdote, obligado por las autoridades públicas, les pide permiso para ejercer su ministerio, no coopera formalmente al abuso de esas autoridades, solo lo tolera por evitar un daño mayor; se trata de una doctrina cierta y segura de la Iglesia y que, a quien produzca un equivocado escándalo, hay que explicársela, para sacarlo de su error.
En la encíclica el papa insiste en la unidad con que todos, sacerdotes y laicos, han de actuar en defensa de la religión; alaba las muestras de amor a la religión y obediencia a la Sede Apostólica; y recomienda especialmente la labor e incremento de la Acción Católica, según las normas que ya se transmitieron. Es consciente de las dificultades que supone ponerla en marcha, especialmente en las circunstancias presentes en México, y que los frutos no se dan inmediatamente, pero hace notar que la experiencia en otras naciones muestra su eficacia. La encíclica concluye impartiendo a obispos y fieles la bendición apostólica.

## Recepción y ramificaciones
La reacción del gobierno fue hostil; el presidente de la época, Abelardo Rodríguez, llamó la encíclica "insolente y desafiante." Por otra parte, algunos de los fieles ante la actitud del gobierno, no escucharon el mensaje de la encíclica, renovando las hostilidades con acciones de guerrilla. Sin embargo, en línea con el mensaje de la encíclcia, fueron considerables los esfuerzos por llevar a cabo, en la mander menos politizada posible, los objetivos de Acción Católica Mexicana (ACM): esto es: 
1. . Volver a colocar a Jesucristo en el núcleo de la familia, la escuela y la sociedad
2. . Combatir por todos los medios legales la civilización anticristiana.
3. . Reparación por el mismo medio los graves trastornos en nuestra sociedad.
4. . Restablecer el principio de que la autoridad humana es representativa de la de Dios.[16]

Aun así, durante la mayor parte del Maximato (1928-1934) la participación de los laicos en la Acción Católica no fue alta y, por tanto, la acción limitada.